# 趙孔昭
趙孔昭（1519年—1583年），字子潛，號玉泉，直隸順德府邢臺縣人，民籍，明朝政治人物。

## 生平
嘉靖十六年（1537年）丁酉科順天府鄉試第十二名。嘉靖二十三年（1544年）甲辰科會試第一百五十三名，第三甲第八十二名進士。历河南鄢陵知县，嘉靖二十七年（1548年）十一月升湖廣道試監察御史，二十八年六月實授，巡按辽东、福建，三十四年出按浙江。三十六年以平海寇徐海功，升南京大理寺右寺丞，嘉靖三十七年（1558年）十二月任南京都察院右佥都御史兼提督操江，丁父忧归。
嘉靖四十年十月，巡撫宣府都御史遲鳳翔因貪污殘酷被逮治，趙孔昭被起用接任，四十二年四月被弹劾，回籍聽調。
穆宗隆慶元年（1567年）六月起用，任提督軍務巡撫浙江等處右佥都御史，二月七月升户部右侍郎，三年四月升本部左侍郎、兼都察院右僉都御史、總理漕運、巡撫鳳陽。四年七月回部理事，五年二月因治河無策，遲誤漕糧被弹劾，令戴罪回籍。六年起任兵部左侍郎兼右僉都御史，巡撫山西提督雁門等關，萬曆元年（1573年）四月協理京營戎政，九月回部管事，十月致仕歸。卒年六十五。

## 家族
曾祖趙英；祖父趙傚；父趙用（1490年-1558年），字時濟。母張氏。具庆下。兄孔阳（监生、任光禄寺署丞）、孔儀（省祭官）。弟孔嘉。